# Phalanger ornatus
Phalanger ornatus är en pungdjursart som först beskrevs av Gray 1860. Phalanger ornatus ingår i släktet kuskusar och familjen klätterpungdjur. IUCN kategoriserar arten globalt som livskraftig. Inga underarter finns listade.
Pungdjuret förekommer på Halmahera och mindre öar i samma region. Arten vistas i fuktiga skogar samt i människans odlingar. I bergstrakter når den 1000 meter över havet.